# Паливода Іван Гнатович
Іва́н Гна́тович Паливода (19 січня 1924, с. Сазонівка Оржицького району Полтавської області — 16 грудня 2004) — український оперний (ліричний тенор) і концертний співак, педагог, викладач сольного співу Київського вищого музичного училища ім. Р. М. Глієра. Представник Київської вокальної школи.
Виховав плеяду видатних співаків, його методика викладання має наукове та практичне значення.
Рідний брат народної артистки України Діани Петриненко, дядько українського співака Тараса Петриненка.

## Життєпис
У 1946 вступив до Київського музичного училища ім. Р. М. Глієра (нині — Київський інститут музики ім. Р. М. Глієра). Навчався спочатку в класі Марії Іванівни Єгоричевої, а потім — Михайла Венедиктовича Микиші. Продовжив навчання співу в Київській консерваторії, у класі професора М. В. Микиші.
Працював солістом Саратовського та Львівського оперних театрів, Херсонської філармонії і Державної капели бандуристів.
Викладав сольний спів у Житомирському, Луцькому та Херсонському музичних училищах. З початку 1970-х років викладав сольний спів у Київському музичному училищі ім. Рейнгольда Глієра (нині — Київська муніципальна академія музики імені Рейнгольда Глієра). З 1987 — очільник вокального факультету цього закладу.
Педагог виховав цілу плеяду видатних співаків, серед яких такі постаті світового вокального мистецтва, як Вікторія Лук'янець — народна артистка України, солістка Віденської опери, професор, Людмила Монастирська — заслужена артистка України, солістка Національної опери України, лауреат Шевченківської премії та інші.
Працював з концертмейстерами Наталією Дмитрівною Пожарською та Людмилою Василівною Найдьоновою.

## Творчість
В операх виконував партії ліричного тенора:
- Альфред з опери Дж. Верді «Травіата»,
- Рудольф з опери Дж. Пуччіні «Богема»,
- Неморіно з опери Г. Доніцетті «Любовний напій»,
- Фауст з опери Ш. Гуно «Фауст»,
- Петро з опери М. Лисенка «Наталка Полтавка»,
- Андрій з опери С. Гулака-Артемовського «Запорожець за Дунаєм» та інші.

Вдома Іван Гнатович мав величезну нотну (клавіри опер, репертуарні збірки співаків, збірки романсів окремих композиторів тощо) і книжкову бібліотеку.

## Цікавинки
Змолоду відрізнявся своєю високою культурою й інтелігентністю. Іван Гнатович розмовляв лише українською мовою і був справжнім патріотом України.
Був гарним сім'янином. Коли його дружина захворіла, він до останньої миті виходжував її.
Деякий час вдягав на роботу футболку із зображенням свого племінника — народного артиста України Тараса Петриненка, бо дуже пишався ним.